# Preslavská škola

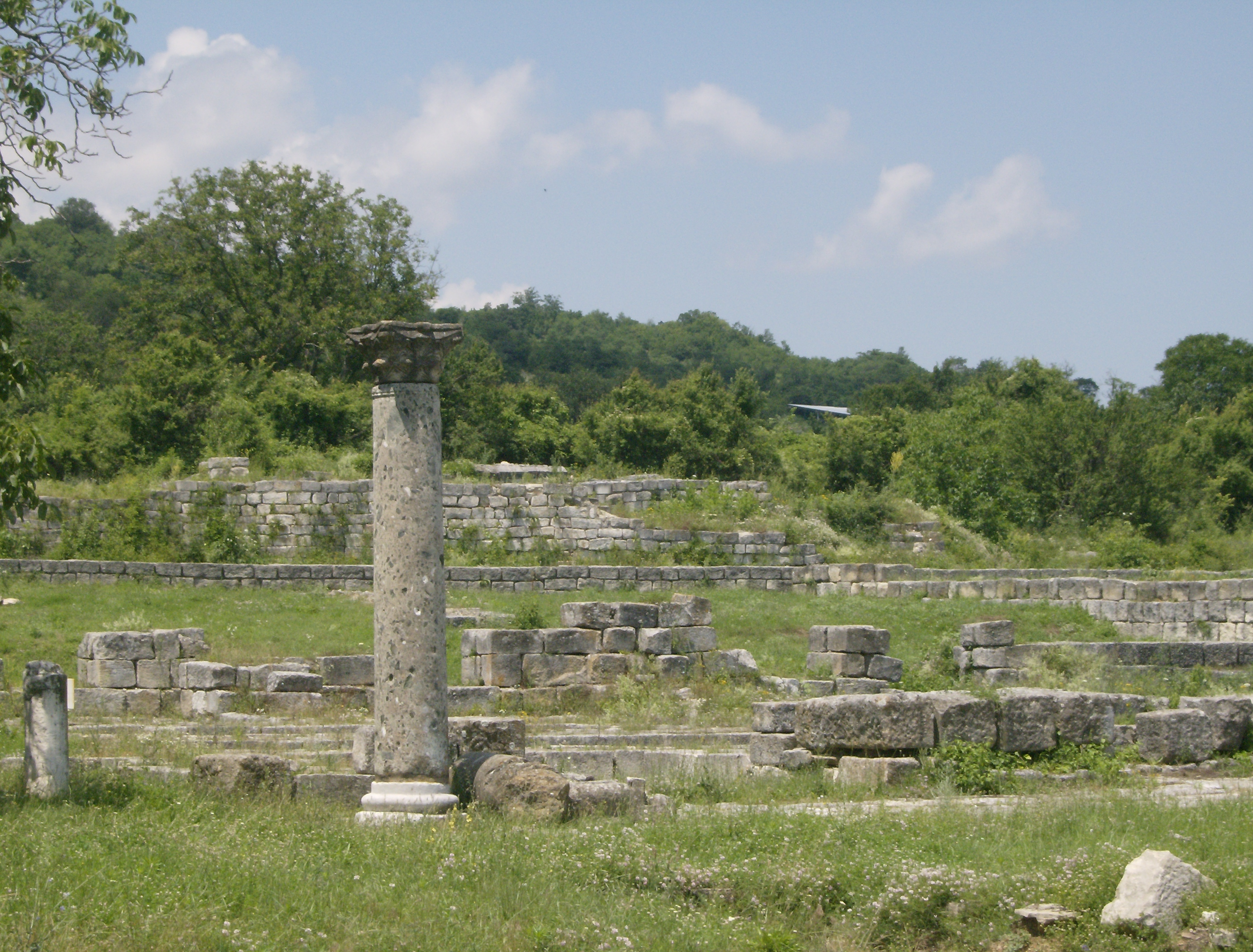
Vykopávky preslavského hradu

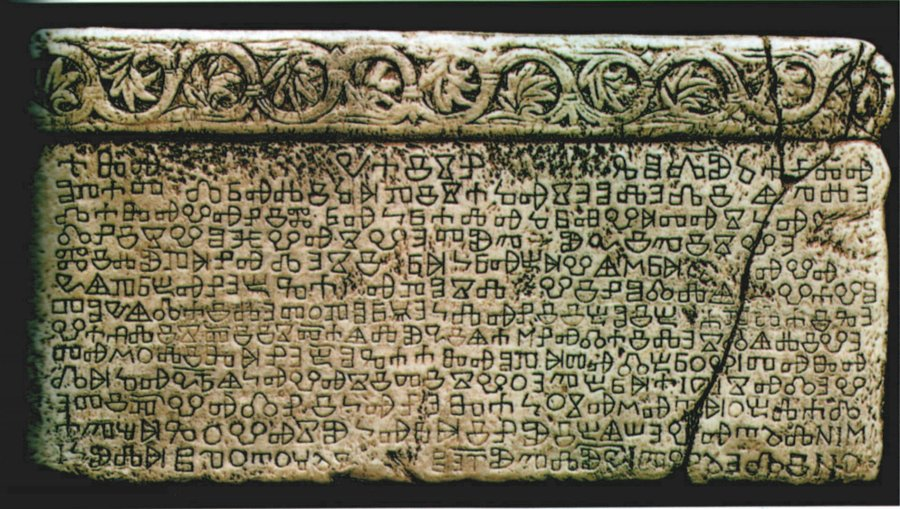
Deska z Bašky s nápisem v hlaholici (Ostrov Krk, kolem 1100).

Preslavská škola byla významná náboženská, literární a kulturní skupina, která vznikla na přelomu 9.–10. století v Bulharsku při dvoře knížete Borise a cara Simeona. Založil ji patrně kníže Boris roku 885 v tehdejším sídelním městě Plisce, podle níž se někdy také nazývá. Car Simeon přeložil roku 893 své sídlo do Preslavi, kde pak škola sídlila v tamním klášteře. 
Škola navazovala na byzantskou vzdělanost (na níž byla napojena přes osudy ochridské školy) a z velké části také překládala byzantské a řecké křesťanské texty. V úvodech k těmto překladům preslavští mniši a misionáři naopak polemizovali s pohanským dědictvím antiky. Z tehdejších teologů, překladatelů a organizátorů kulturního života, kteří školu zakládali a vedli, jsou známa jména svatý Naum (830-910), Konstantin Preslavský, Jan Exarcha, mnich Chrabr; snad byli žáky svatých Konstantina a Metoděje a působili na přelomu 9. a 10. století. 
I jejich původní práce měly tradiční byzantskou kompozici, ale objevovaly se i nové prvky, které vycházely z kazatelských potřeb, a také nové prvky obsahové, jež souvisely s potřebou obrany slovanského písma (hlaholice a cyrilice). Podle zprávy mnicha Chrabra vytvořil starší hlaholici Konstantin-Cyril roku 855 jako volné navázání a rozšíření byzantské řecké alfabety. Někdy koncem 9. století vznikla snad právě v Preslavském klášteře čitelnější a praktičtější cyrilice, mnohem bližší k byzantské alfabetě. Škola nejprve užívala hlaholici, ale nejstarší text v cyrilici pochází odtud, takže Preslav patrně sehrála klíčovou roli i v rozšíření této abecedy v Bulharsku. 
Preslavská škola je spolu s ochridskou školou základním stavebním kamenem bulharské vzdělanosti a bulharského písemnictví a položila základy většiny žánrů středověké bulharské literatury.